# Anne Veenendaal
Pour les articles homonymes, voir Veenendaal.
Anne Veenendaal née le 7 septembre 1995, est une joueuse de hockey sur gazon néerlandaise. Elle évolue au poste de gardienne de but à Amsterdam et avec l'équipe nationale néerlandaise.

## Biographie
Anne est ouvertement lesbienne.

## Carrière
Elle a fait ses débuts en équipe première contre la Pologne lors de l'Euro 2015, le 22 août 2015.

## Palmarès
- : 2e à l'Euro 2015
- : 2e au Champions Trophy 2016
- : 1re à l'Euro 2017[1]
- : 1re à la Coupe du monde 2018[3]
- : 1re au Champions Trophy 2018
- : 1re à la Ligue professionnelle 2019
- : 1re à l'Euro 2019
- : 1re à la Ligue professionnelle 2020-2021
- : 1re à l'Euro 2021
- : 2e à la Ligue professionnelle 2021-2022